# Случајна биографија
„Случајна биографија” је југословенски кратки документарни филм из 1973. године. Режирао га је Борислав Гвојић који је написао и сценарио.